# Río Rauchua
El río Rauchua (del ruso: Раучуа, Раучуван, Большая Бараниха) es un río costero ruso localizado en la Siberia asiática, que desemboca en el golfo del Kolymá en el mar de Siberia Oriental, a poca distancia al oeste de la  isla Ayon. Tiene una longitud de 323 km y drena una pequeña cuenca de 15 400 km² (similar a países como Timor Oriental, Montenegro o Bahamas).
Administrativamente, el río Rauchua y sus tributarios discurren por el distrito autónomo de Chukotka de la Federación de Rusia.
Se han encontrado restos congelados de mamuts cerca del río Rauchua.